# 東湖公園
東湖公園（とうここうえん）は、中華人民共和国広東省深圳市羅湖区にある都市公園（総合公園）。面積は約1,525,900平方メートル。

## 歴史
前身は1961年によって開設された深圳市で最も古い遊園地である水庫公園。
1966年、東湖公園として開園。
1991年4月、広東省人民政府は東湖公園を省級旅遊観光景点に認定した。

## 公園施設
- 観賞花木園
- 樹木園
- 古樹区
- 盆景世界
- 杜鵑雕塑園
- 風景林
- 動物園
- 遊樂場
- 釣魚区
- テニスコート
- ゲートボール区

## 交通アクセス
- 3路、17路公交車 — 水庫中心駅
- 64路、320路公交車 — 東湖遊客駅
- 29路、106路、208路、211路、300路、308路、336路、351路、365路、372路公交車 — 水庫駅

## ギャラリー
- 三孔橋。
- 観光客は木の下で夕涼みをしている。
- 人造湖。
- 孔子像。
- 董必武像。
- 毛沢東像。
- 周恩来像。